# Hendrik Leys

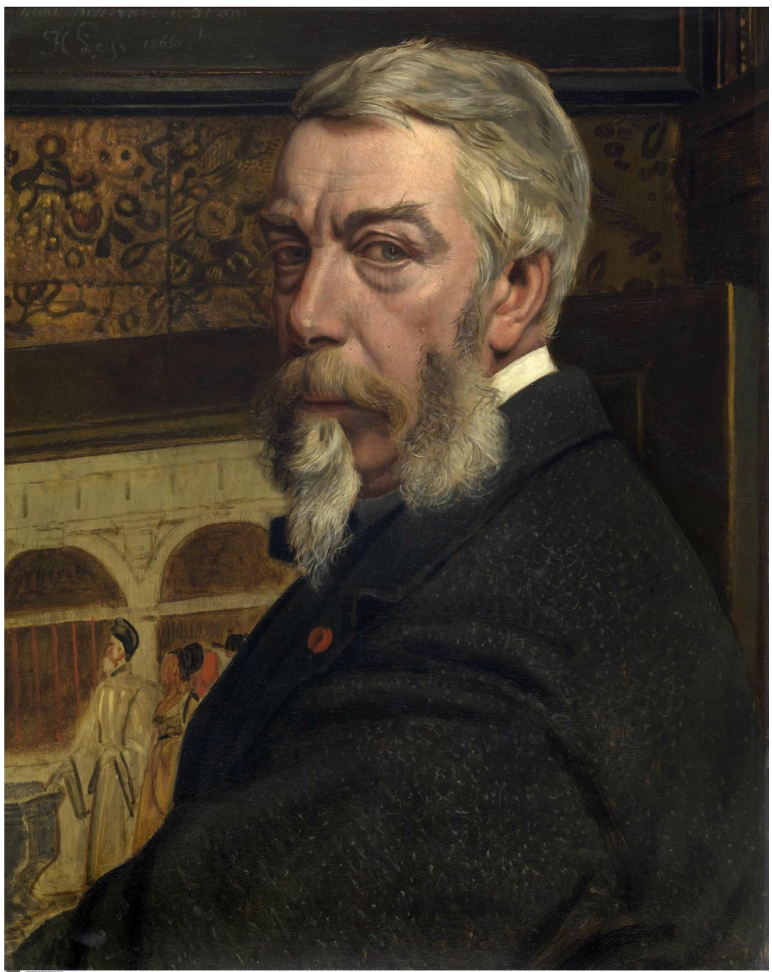
Hendrik Leys, självporträtt.

Hendrik Jan Augustin Leys, född 18 februari 1815, död 25 augusti 1869, var en belgisk baron och målare.
Leys utbildade sig till en samvetsgrann historiemålare, särskilt i 1500-talets anda, och blev en av sin tids främsta inom sitt område med karaktärsfull personbehandling och kraftig kolorit. Leys var även en framstående tecknare och etsare. Sådana bilder som Massakern på magitraten i Löwen förskaffade honom först berömmelse. Den historiska genren blev hans främsta område med målningar som Erasmus föreläser för Karl V, Borgmästare Six hos Rembrandt med flera. På Nationalmuseum finns några skisser av Leys. Bland hans elever märks Georg von Rosen.